# Guy Feutchine
Guy Armand Feutchine (ur. 18 listopada 1976 w Duali) – kameruński piłkarz występujący na pozycji pomocnika.
Feutchine jest wychowankiem kameruńskiego Union Duala, z którego w lecie 1996 roku trafił do Wisły Kraków. Pod koniec 1997 roku trafił do Cracovii. Kolejnym przystankiem w jego karierze była Grecja. Najpierw grał w PAS Janina, a później przez kilka lat występował w PAOKu Saloniki, z którego trafił do Szwajcarskiego FC Sankt Gallen. W sezonie 2008/09 grał w greckim GS Diagoras Rodos. W 2010 roku odszedł do azerskiego FK Gəncə. W 2013 roku kończył karierę jako piłkarz GS Kallithea.